# Емет Тил
Емет Луис Тил (Чикаго, 25. јул 1941 — Дру, 28. август 1955) био је 14-годишњи Афроамериканац који је линчован у Мисисипију 1955. године, након што је оптужен да је увредио белу жену у породичној продавници прехрамбених производа. Бруталност његовог убиства и чињеница да су његове убице ослобођене, скренуле су пажњу на дугу историју насилног прогона Афроамериканаца у Сједињеним Државама, док постхумно није постао икона покрета за грађанска права.

## Биографија
Тил је рођен и одрастао у Чикагу, Илиноис. Током летњег распуста у августу 1955. био је у посети рођацима у близини Манија, у регији Делта Мисисипи. Разговарао је са 21-годишњом Керолин Брајант, белкињом, удатом власницом тамошње мале прехрамбене продавнице. Иако је оно што се догодило у продавници спорно, Тил је оптужен да је кокетирао или звиждао Брајант. Брајант је 1955. сведочила да је Тил постао физички и вербално нападан. Порота није чула њено сведочење, јер је судија пресудио да је неприхватљиво.  Неколико деценија касније, историчар Тимоти Тајсон интервјуисао је Брајант и написао књигу у којој је тврдио да је открила да је измислила део сведочења у вези са својом интеракцијом са Тилом, конкретно онај део у којем је оптужила Тила да је ухватио за струк и изговарао перверзне речи; „Тај део није истина“, Тисон је тврдио да је то Брајант изјавила у интервјуу са њим 2008.  
Тилова интеракција са Брајант, можда и нехотице, ако се уопште десила и прекршила је стриктне мере понашања једног афроамеричког мушкарца који је комуницирао са белом женом на југу ере Џим Кроуа. Неколико ноћи након инцидента у продавници, Брајантов супруг Рој и његов полубрат Ј.В. Милам су били наоружани када су отишли до куће Тиловог стрица и отели дечака. Одвели су га и претукли и унаказили пре него што су му пуцали у главу и потопили тело у реци Талахаси. Три дана касније, Тилово тело је откривено и извучено из реке.
Тилово тело је враћено у Чикаго, где је његова мајка инсистирала на јавној сахрани са отвореним ковчегом који је одржан у цркви Божјег храма Робертс у Христу. "Сахрана отвореног ковчега, коју је одржала Мами Тил Брадли, излагала је свет надувеном и унакаженом телу њеног сина Емета Тила. Њена одлука усредсредила је пажњу не само на амерички расизам и барбарство линча, већ и на ограничења и рањивости америчке демократије."Десетине хиљада присуствовало је његовој сахрани или гледало његов отворени ковчег, а слике његовог унакаженог тела објављиване су у црно оријентисаним часописима и новинама, окупљајући популарну подршку црнаца и симпатију белаца широм САД. Интензивна контрола донета је због недостатка црнаца права у Мисисипију, са новинама широм САД које критикују државу. Иако су локалне новине и службеници закона у почетку осудили насиље против Тила и позивали на правду, на националне критике одговорили су бранећи грађане Мисисипија, привремено пружајући подршку убицама.
У септембру 1955. године, потпуно бела порота прогласила је Брајанта и Милама невинима за Тилову отмицу и убиство. Заштићени од двоструке опасности, двојица мушкараца су јавно признала у интервјуу за магазин Look 1956. године да су убили Тила. Тилово убиство виђено је као катализатор за следећу фазу покрета за грађанска права. 
У децембру 1955. године бојкот аутобуса Монтгомери почео је у Алабами и трајао је више од годину дана, што је на крају резултирало пресудом Врховног суда САД да су одвојени аутобуси неуставни. Према историчарима, догађаји који окружују живот и смрт Емета Тила и даље одјекују. Неки писци сугеришу да се готово свака прича о Мисисипију враћа у Тил, или у регион Делта у којем је умро, „на неки духовни начин."

## Утицај на борбу за грађанска права
Тилов случај привукао је широку пажњу због бруталности линча, младости жртве и ослобађајуће пресуде за двојицу мушкараца који су касније признали да су га убили. Постао је амблематичан за неправде које су претрпели црнци на југу. The Chicago Defender је 1955. подстакао читаоце да реагују на ослобађајућу пресуду гласањем у великом броју; ово је требало да се супротстави обесправљености већине црнаца у Мисисипију од 1890. године од стране законодавства којим доминирају белци; остале јужне државе следиле су овај модел, искључујући стотине хиљада грађана из политике. Мирли Еверс, удовица Медгара Еверса, рекла је 1985. године да је Тилов случај одјекнуо тако снажно јер је „пољуљао темеље Мисисипија - и црни-бели... чак и дете није било сигурно од расизма, задртости и смрти."
У Монтгомерију, Роза Паркс присуствовала је скупу за Тил, који је водио Мартин Лутер Кинг Јр. Убрзо након тога, одбила је да препусти своје место у аутобусу белом путнику. Инцидент је покренуо једногодишњи добро организовани локални бојкот јавног градског аутобуса. Бојкот је дизајниран да примора град да промени политику сегрегације. Паркс је касније рекла да није устала и није се преместила на задњи део аутобуса, „Мислила сам на Емета Тила и једноставно се нисам могла вратити.“ 

## Представа у култури
Тилово убиство било је у жижи телевизијске епизоде U.S. Steel Hour из 1957. године под насловом Noon on Doomsday коју је написао Род Серлинг. Фасцинирало га је колико су белци из Мисисипија брзо подржали Брајанта и Милама. Иако је сценарио преписан како би се избегло помињање Тила и није речено да је жртва убиства црнац, Савети белих грађана обећали су да ће бојкотовати U.S. Steel. Евентуална епизода мало је личила на случај Тил. 

### Књиге, представе и остало
- Song: "The Death of Emmett Till", (1955)
- "The Ballad of Emmett Till" (1956)
- "The Death of Emmett Till" (1962), познато и као "The Ballad of Emmett Till", Боб Дилан
- Poem: "Emmett Till" (1991) Џејмс Емануел
- Wolf Whistle (1993) Луис Нордан
- Juvenile fiction: Mississippi Trial, 1955 (2003) Крис Кроу
- Drama: The State of Mississippi and the Face of Emmett Till (2005) Дејвид Бар
- Poem: "A Wreath for Emmett Till" (2005) Мерилин Нелсон
- The Sacred Place (2007) Данијел Блек
- Musical: The Ballad of Emmett Till (2008) Ифа Бајеза
- Drama: Anne and Emmett (2009) by Janet Langhart. У замишљеном разговору између Тила и Ане Франк, обоје убијених као млади тинејџери због расног прогона, у представи је забележено приповедање Моргана Фримена.
- Gathering of Waters (2012) Бернис Мекфаден
- Painting: Emmett Till: How She Sent Him and How She Got Him Back (2012) Лиса Вошингтон
- Song: "My Name is Emmett Till", (2013) Емилоу Херис
- Film: My Nephew Emmett драматизује Тиловог ујака Мосеа Рајта чекајући Тилове убице. Филм је номинован за Оскара за најбољу кратку акцију уживо 2018.
- Television series: ХБО-ова научно-фантастична хорор серија Lovecraft Country садржи верзију Тила, коју је Рајан Хил приказао, као понављајући лик који се појављује у 2 епизоде. Епизода Jig-A-Bobo рекреира Тилову сахрану у Чикагу.

### Документарци
- Rich Samuels (1985). The Murder and the Movement: The Story of the Murder of Emmett Till.
- The Murder of Emmett Till, American Experience
- Keith Beauchamp (2005). The Untold Story of Emmett Louis Till. (October 15, 2019)
- Transcript of 2006 PBS documentary, Eyes on the Prize